# Tantaki
A Tantaki oktatóprogramok általános iskolás diákoknak nyújtanak segítséget matematika, nyelvtan, fizika, kémia, angol, történelem, természetismeret és biológia tantárgyakban DVD, illetve könyv formájában. Az oktatóanyagok játékos, interaktív feladatokkal szerettetik meg a tanulást a gyerekekkel, érdekes képekkel és hangalámondással. Így nyújt segítséget a tanulási nehézségekkel küszködőknek (legyen az például iskolai hiányzás vagy megértési nehézség miatt), beleértve a diszlexiásokat is.

## A Tantaki célja
A Tantaki oktatóprogramok célja, hogy megkönnyítse a gyerekek számára a tanulást, megszeressék azt, és hogy a tanulók ezt játékos és szórakoztató tevékenységnek tartsák. 
A Tantakival való tanulás során a gyerekek sikerélményekhez jutnak, és visszanyerik érdeklődésüket az új dolgok megismerése iránt. A Tantaki anyagai DVD formában készülnek, úgynevezett interaktív oktatóprogramok, amelyeket számítógépen vagy interaktív táblán lehet használni, így még nagyobb élmény vele az otthoni és az iskolai tanulás! Az elméleti részeken felül minden témakör végén feladatok találhatóak, amelyek segítségével leellenőrizhetik a gyerekek a megszerzett tudásukat, sőt versenyezhetnek is, hogy ki az okosabb.

## A név eredete
Az első DVD kiadása után vált fontossá egy hangzatos, figyelemfelkeltő név létrehozása. Domonkos Árpád (ügyvezető) fejéből pattant ki a Tantaki fantázia név, amely előzőleg egyik honlapjának jelszava volt.

## A Tantaki története
- 2008. augusztus - Megjelenik az első oktatóanyag („A magyar nyelvtan alapjai”) egy másik tevékenység keretében, amelynek sikere az oktatóprogramokra szakosodott cég megalapítását kezdeményezi
- 2009. április 18. - Nagy Erika létrehozza a Tantaki Kft.-t
- 2013. szeptember - költözés nagyobb irodába
- 2013. február 8. - első önálló program: rajzkiállítás és díjkiosztó, ahol 500 pályamunka kerül bemutatásra. A díjazottakat több kategóriában ünnepli a közönség (gyermekek, szülők és pedagógusok), sztárvendégek szórakoztatásában.
- 2014. február - Romániában is elérhetőek a Tantaki oktatóprogramjai viszonteladókon keresztül
- 2014-re a Tantaki 14 országban van jelen (Magyarországot is beleértve)

## Tantaki a világban
1. Magyarország
2. Románia
3. Anglia
4. Szlovákia
5. Németország
6. Ausztria
7. Amerika
8. Dél-Afrika
9. Mongólia
10. Svájc
11. Belgium
12. Svédország
13. Hollandia
14. Portugália

## Kabalafigura rajzpályázat
2014. február 8-án került sor a Tantaki első önálló rajzkiállítására. A kiírt pályázatra 2013 októbere óta érkeztek pályamunkák 7 évestől 14 éves korú gyerekekig. A pályázó gyerekek feladata volt, hogy rajzolják le, milyen kabalafigurát képzeltek el a Tantakinak. Számos iskola és szülő érezte fontosnak benevezni gyermekét. Ezt mi sem bizonyítja jobban, minthogy 1213 rajz indult a versenyen. A 3 tagú szakértő zsűri 500 képet választott ki, amelyeket a rajzkiállítás keretén belül csodálhattak meg a jelenlévők. A 2 korcsoportra osztott pályázók (7-10 és 11-14 éves korig) közül 3-3 nyertes került ki, akiknek pályamunkái között szerepelt a kiválasztott teknős figura. Ezen kívül a közönség is kiválaszthatta a legjobb pályamunkát, amelynek során a nyertes kép 353 szavazatot gyűjtött össze. További díjazás keretében (Kabalanévadó díj) a teknős nevet kapott: TanTeki. 

## TanTeki
A vállalat tevékenységének fontos jelképe 2014 februárjától TanTeki, a bölcs teknős, aki a játékos tanulás elvét tovább erősíti. A jövőben több formában is képviselteti magát, pl. plüss és iskolaszerek. 

## Tantárgy kampány
A Tantaki elsődleges célja, hogy megszerettesse a gyerekekkel a tanulást, és megalapozza az általános iskolai tudást. Ennek elérése érdekében 2014 minden hónapjában más és más tantárgyak kerülnek porondra, egy egész hónapon keresztül. Ezt humoros tényekkel, képekkel, híres emberek idézeteivel, érdekességekkel teszi. A jelen és a jövőbeli iskola tantárgyi követelmények mellett, előkerülnek a tantárgy világában elkövetett leggyakoribb hibák, tévedések. A szakmai alapot méltón képviseli minden tantárgyi hónapban a tudományt oktató pedagógus, aki tapasztalataival, véleményével és a felmerülő kérdésekre adott válaszaival áll rendelkezésre minden gyermeknek és szülőnek. A tények és meghatározások, idézetek mellett különböző meglepetésekkel is szolgál minden hónap, amelyhez különböző, saját és közösségi oldalakat is felhasznál. A program célja, hogy felkeltsék a gyerekek érdeklődését, és megmutassák a tantárgyak színes, izgalmas világát. Januárban a magyar nyelvtan, februárban a kémia érdekességeire hívta fel a figyelmet.